# 黑山国家男子篮球队
黑山國家男子籃球隊是黑山的國家男子籃球隊。黑山國家男子籃球隊的前身是南斯拉夫國家男子籃球隊。黑山在2009年加入了國際籃聯，開始參加國際籃球賽事。該國於2019年首次參加世界杯籃球賽，獲得第25名。